# 北溪股份有限公司
北溪股份有限公司（德語：Nord Stream AG）是一间负责建设和运营俄罗斯维堡和德国格赖夫斯瓦尔德之间的北溪1号海底管道的企业集团。该企业集团于2005年11月30日在瑞士楚格市成立。公司的原名是“北欧天然气管道公司”，2006年10月4日改为现名。
自2011年首次输气以来，该公司已向欧洲输送了超过4500亿立方米的天然气。2020年，德国联邦电力、燃气、通讯、邮政和铁路网络管理局（Bundesnetzagentur）再次强调了北溪天然气管道对欧洲能源供应安全的贡献。

## 股东
北溪股份有限公司的股东有：  
- Gazprom International Projects LLC - 51%
- Wintershall Dea AG - 15.5%
- PEG Infrastruktur AG（意昂鲁尔燃气公司（英语：Ruhrgas）的子公司） - 15.5%
- N.V. Nederlandse Gasunie - 9%
- Engie - 9%

2010年3月1日，法国能源公司GDF Suez（2015年更名为Engie）与俄罗斯天然气工业股份公司签署了一份谅解备忘录，收购该项目9%的股份。因此，Wintershall和意昂的股份下降了4.5%至15.5%。 